# چلانه علیا
چیلانه علیا، روستایی از توابع بخش شاهو شهرستان روانسر در استان کرمانشاه ایران است.

## جمعیت
این روستا در دهستان منصورآقایی قرار دارد و براساس سرشماری مرکز آمار ایران در سال ۱۳۹۵، جمعیت آن ۲۰۶ نفر (۶۰خانوار) بوده‌است.